# 녀녀녀
《녀녀녀》는 2014년에 개봉한 대한민국의 영화이다.

## 캐스팅
- 신주아 : 연재 역
- 구지성 : 하은 역
- 윤채이 : 춘희 역
- 이영훈 : 현수 역
- 김빈 : 수지 역
- 이동용 : 원빈 역
- 리민 : 매니저 역
- 박대규 : 수지오빠 역
- 주인철 : 후임형사/마사지사2 역
- 남상란 : 피트니스 강사 역
- 최성훈 : 로비남직원 역
- 이유현 : 남직원 역
- 최준호 : 얼짱남 역
- 박웅희 : 근육남1 역
- 성언학 : 근육남2 역
- 김은우 : 근육남3 역
- 오윤석 : 마사지사3 역
- 윤한솔 : 춘희업는남 역
- 박희진 : 청소아줌마 역 (특별출연)